# Quirine
Quirine ist ein weiblicher Vorname.

## Herkunft und Bedeutung
Quirine ist eine weibliche Form zum Vornamen Quirin.

## Namensträgerinnen
- Quirine Lemoine (* 1991), niederländische Tennisspielerin
- Quirine Viersen (* 1972), niederländische Cellistin